# 李雯 (足球运动员)
李雯（1989年2月21日—），辽宁大连人，中国足球运动员，中国国家女子足球队队员，司职中场，现效力于长春大众卓越。曾随国家队参加2019年世界杯女子足球赛。

## 荣誉
- 中国女子足球超级联赛冠军：2008（大连实德），2016（大连权健），2017（大连权健），2018（大连权健）
- 全国女子足球联赛冠军：2012（大连实德），2013（大连阿尔滨）
- 中国女子足协杯冠军：2014（大连阿尔滨）
- 中国女子超级杯冠军：2008（大连实德），2012（大连实德），2017（大连权健），2018（大连权健）
- 全国女子足球锦标赛冠军：2011（大连实德），2021（长春大众卓越）
- 中华人民共和国全国运动会女子足球成年组冠军：2009（辽宁省）
- 夏季世界大學生運動會女子足球冠军：2011（中国）